# Большая Егуста
Большая Егуста — река в России, протекает по Челябинской области. Устье реки находится в 885 км по правому берегу реки Уфа. Длина реки составляет 21 км.
Вблизи истока на реке находится посёлок Большие Егусты, названный в честь неё.

## Данные водного реестра
По данным государственного водного реестра России относится к Камскому бассейновому округу, водохозяйственный участок реки — Уфа от истока до Долгобродского гидроузла, речной подбассейн реки — Белая. Речной бассейн реки — Кама.
Код объекта в государственном водном реестре — 10010200812111100020144.